# 韓國土地住宅公社
韓國土地住宅公社（韩语：／，簡稱LH公社）是大韩民国的一家从事土地与房地产开发的国有企业，隸屬國土交通部管轄。

## 沿革
2009年，韩国土地公社、大韩住宅公社合并，组建韓國土地住宅公社。后来，韩国土地住宅公社迁往庆尚南道晋州市。
截至2021年初，韓國土地住宅公社员工超过一万人，总资产约185万亿韩元。据2019年的报道，韩国土地住宅公社是韩国最大的国土、房地产开发国有企业。

## 2021年內部人員炒地弊案
2021年初，媒体曝光韩国土地住宅公社多名员工利用内幕消息购买土地牟利。后续调查发现涉案人数超过一百人。國土交通部部长卞彰欽引咎辞职。两名官员自杀，可能与案件相关。